# FK Rotor Volgograd

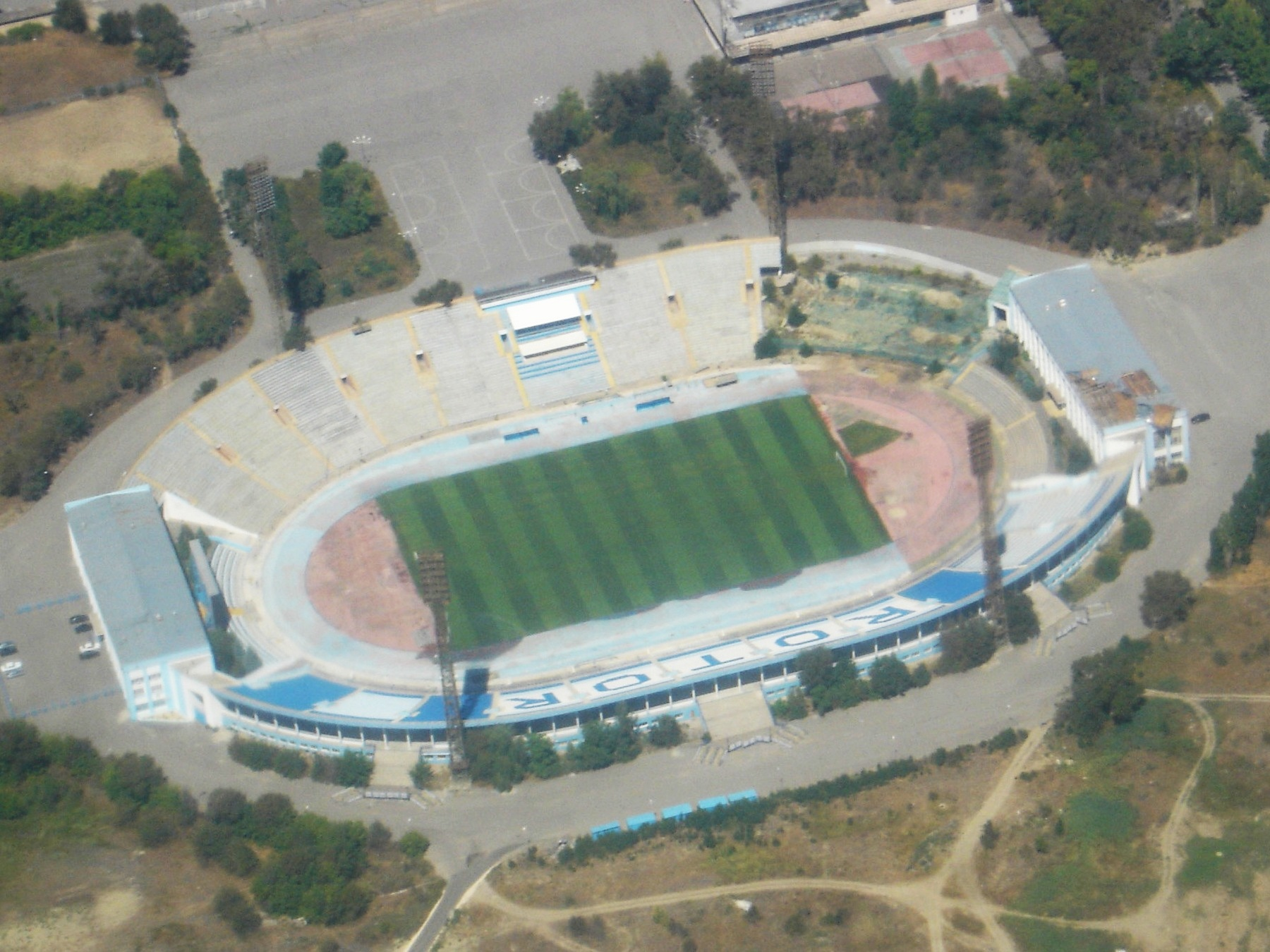
Het Centrale Stadion in Wolgograd

FK Rotor Volgograd (Russisch: Спортивный Клуб Ротор Волгоград; Futbolnij klub Rotor Volgograd) is een Russische voetbalclub uit Wolgograd (Volgograd).
Ten tijde van de Sovjet-Unie was de club niet zo succesvol, maar midden jaren 90 domineerde de club, samen met Spartak Moskou, de Russische competitie, al was het Spartak dat telkens aan het langste eind trok. Rotor kon nooit een titel winnen.
Het nieuwe millennium bracht slechtere resultaten met zich mee en in 2004 eindigde de club laatste en degradeerde. De volgende winter kreeg de club geen licentie en weigerde het in de amateurcompetitie te spelen.
Het B-elftal van Rotor speelde in 2005 in de 3de klasse als Rotor-2 Volgograd en veranderde in januari 2006 zijn naam in Rotor Volgograd.
Begin 2009 zag het ernaar uit dat Rotor failliet zou gaan. Er werd een andere club opgericht die FK Rotor genoemd werd. Rotor overleefde de crisis echter waardoor FK Rotor de naam veranderde in FK Volgograd. Op 4 augustus 2009 werd Rotor na 18 speeldagen uit de derde klasse gezet.
Op 8 februari werd aangekondigd dat FK Volgograd de naam wijzigde in FK Rotor Volgograd en de licentie van tweedeklasser Vitjaz Podolsk overnam. In 2010 degradeerde de club naar de Tweede divisie. In het seizoen 2011/12 promoveerde Rotor weer naar de Eerste divisie maar degradeerde opnieuw in het seizoen 2013/14.

## Erelijst
- Beker van Rusland

Finalist: 1995

## Naamsveranderingen
- 1929 : Opgericht als Traktor Stalingrad
- 1948 : Torpedo Stalingrad.
- 1958 : Terug Traktor
- 1961 : Stadsnaam Stalingrad verandert in Wolgograd
- 1970 : Stal Volgograd.
- 1972 : Barrikady Volgograd
- 1975 : Rotor Volgograd

## Rotor in Europa
Uitslagen vanuit gezichtspunt FK Rotor Volgograd
| Seizoen | Competitie    | Ronde        | Land                          | Club                  | Totaalscore | 1e W    | 2e W    | PUC |
| ------- | ------------- | ------------ | ----------------------------- | --------------------- | ----------- | ------- | ------- | --- |
| 1994/95 | UEFA Cup      | 1R           | Vlag van Frankrijk            | FC Nantes             | 3-5         | 3-2 (T) | 0-3 (U) | 2.0 |
| 1995/96 | UEFA Cup      | 1R           | Vlag van Engeland             | Manchester United FC  | 2-2 u       | 0-0 (T) | 2-2 (U) | 2.0 |
|         |               | 2R           | Vlag van Frankrijk            | Girondins de Bordeaux | 1-3         | 1-2 (U) | 0-1 (T) | 2.0 |
| 1996    | Intertoto Cup | Groep 7      | Vlag van Wit-Rusland          | Ataka-Aura Minsk      | 4-0         | 4-0 (U) |         | 0.0 |
|         |               | Groep 7      | Vlag van Oekraïne             | FK Sjachtar Donetsk   | 4-1         | 4-1 (T) |         | 0.0 |
|         |               | Groep 7      | Vlag van Turkije              | Antalyaspor           | 1-2         | 1-2 (U) |         | 0.0 |
|         |               | Groep 7 (1e) | Vlag van Zwitserland          | FC Basel              | 3-2         | 3-2 (T) |         | 0.0 |
|         |               | 1/2          | Vlag van Oostenrijk           | Linzer ASK            | 7-2         | 2-2 (U) | 5-0 (T) | 0.0 |
|         |               | F            | Vlag van Frankrijk            | EA Guingamp           | 2-2 u       | 2-1 (T) | 0-1 (U) | 0.0 |
| 1997/98 | UEFA Cup      | 2Q           | Vlag van Polen                | Odra Wodzisław        | 6-3         | 2-0 (T) | 4-3 (U) | 9.0 |
|         |               | 1R           | Vlag van Zweden               | Örebro SK             | 6-1         | 2-0 (T) | 4-1 (U) | 9.0 |
|         |               | 2R           | Vlag van Italië               | Lazio Roma            | 0-3         | 0-0 (T) | 0-3 (U) | 9.0 |
| 1998/99 | UEFA Cup      | 2Q           | Vlag van Servië en Montenegro | Rode Ster Belgrado    | 2-4         | 1-2 (U) | 1-2 (T) | 0.0 |

Totaal aantal punten voor UEFA coëfficiënten: 13.0